# Suphaphon Sutthisak
Suphaphon Sutthisak (thailändisch ศุภพล สุทธิศักดิ์; * 29. März 2001) ist ein thailändischer Fußballspieler.

## Karriere
Suphaphon Sutthisak stand bis Ende August 2022 beim Drittligisten Assumption United FC in der Hauptstadt Bangkok unter Vertrag. Mit dem Verein spielte er in der Western Region der Liga. Am 27. August 2022 unterschrieb er einen Vertrag bei dem in der North/Eastern Region spielenden Sisaket United FC. Am Ende der Saison feierte er mit Sisaket die Vizemeisterschaft der Region und die Qualifikation für die Aufstiegsspiele zur zweiten Liga. Hier konnte man sich jedoch nicht durchsetzen. Für den Verein aus Sisaket bestritt er 23 Ligaspiele. Zu Beginn der Saison 2023/24 unterschrieb er in Samut Prakan einen Vertrag beim Zweitligisten Samut Prakan City FC. Sein Zweitligadebüt gab Suphaphon Sutthisak am 11. August 2023 (1. Spieltag) im Auswärtsspiel gegen den Pattaya United FC. Bei dem 2:1-Auswärtserfolg stand er in der Startelf und spielte die kompletten 90. Minuten. Für den Zweitligisten bestritt er zwanzig Ligaspiele. Im Sommer 2024 wechselte er nach Sisaket zum Zweitligaaufsteiger Sisaket United FC.